# 王寵之
王寵之（：／，？—1067年），本貫江陵，高麗官員，仕顯宗、德宗、靖宗、文宗四朝。

## 生平
王寵之在高麗顯宗時考取進士，任職起居舍人；靖宗在位期間擔任右承宣、領給事中，並和都兵馬副使朴成傑上奏於多賊的地方建築城池。之後他轉任奏事、禮賓卿，到靖宗十年（1044年）與東北路兵馬使、參知政事金令器築長州、定州及元興鎭城池。
文宗繼位初年，王寵之以中樞使獲委任為西北面中軍使兼行營兵馬使，領守司空、上柱國，又擔任吏部尚書和都兵馬使。朝廷拜其為內史侍郞，轉職門下侍郞平章事，他上表辭任兵馬使但未被允許。
當時開城監牧直李啟私下差遣旗頭李仁、驅史加達拘捕府軍金祚，令他投河身亡。尚書刑部上奏李啟令人畏懼致死，應以鬪殺罪杖脊流配；李仁、加達二人以從犯流放三千里；門下侍郞李子淵的奏議也相同王寵之則認為「畏懼致死」要是因恐迫而死亡，唯金祚是溺死的，所以應以李仁為首犯、加達為從犯；李啟除名收田，其他依之前奏摺。
其後王寵之進職守太尉、門下侍郎、同中書門下平章事，又陞門下侍中、管尚書吏部事。文宗二十一年（1067年）去世，謚號景肅，贈守太師、中書令，配享文宗廟庭。